# Louis François Cabanes
Louis François Cabannes dit Louis Cabanes, né le 1er mai 1867 à Toulouse et mort le 31 juillet 1947 à Paris, est un peintre français.

## Biographie
Louis François Cabannes est le fils de Jean Cabannes, horloger, et de Marie Vidal, couturière
Lauréat des écoles de Beaux Arts de Toulouse, il obtient une bourse de la ville de Toulouse lui permettant à l'école des beaux-arts de Paris. Il est l'élève dans l'atelier de Jean-Léon Gérôme puis dans celui Gustave Moreau. Il reçoit les conseils de Jean-Paul Laurens et de Léon Glaize. Il devient membre des Artistes Français. Il participe au Salon des Artistes Français à partir de 1894 jusqu'en 1935. Il participe à l'Exposition coloniale de Paris en 1906 et à l'exposition de Bruxelles en 1910.
Il tombe malade au moment où il expose « Rêve de gloire » au Salon des artistes français, en 1898. Il obtient la médaille d'argent. Le tableau est acheté par l'État et donné au musée Ingres de Montauban. Il décide de se mettre à la lithographie.
Il décide de quitter Paris pour visiter l'Égypte, la Tunisie, l'Algérie et le Maroc. Il alors réaliser une œuvre qui est marquée par une inspiration orientaliste avec des tableaux des tableaux sur la vie des caravaniers et la vie au Maghreb. Plusieurs de ses tableaux sont exposés au musée Ingres-Bourdelle :  La Grande Porte de la mosquée El Hassan au Caire, La Lecture du Coran dans la mosquée El Hassan au Caire, La Conférence du Coran dans la mosquée El Hassan au Caire, Jour de fantasia à Biskra, Défilé au Maroc, Portrait de la femme de l'artiste.
Le tableau Paysage au minaret est exposé au musée Henri-Martin de Cahors.
Il obtient une médaille de 3e classe en 1902, puis de 2e classe en 1904 (hors concours).
Il épouse en 1906 Joséphine Émilie Pidancier, Henry Lapauze est le témoin majeur du mariage. Jeune marié, il voyage en Espagne. Son père est décédé et sa mère vit à Montauban.
Le tableau Le Simoun a appartenu au Musée du Luxembourg, puis au musée d'Orsay, avant d'être déposé en 1913 au Musée Massey.
Louis Cabanes a été successivement professeur à l'école des beaux-arts, inspecteur de l'Enseignement du dessin à la ville de Paris, président de la Société des artistes français. Il est Président de la Société Ingres. Il participe à la décoration du pavillon de l'Afrique Occidentale à l'Exposition coloniale de Marseille (Grand Prix).
En 1940, il a quitté Paris pour fuir l'occupation nazie. Il s'est réfugié à Gaillac.
Il meurt le 31 juillet 1947 à son domicile du Boulevard Pasteur à l'âge de 80 ans. Il est inhumé au cimetière de Montauban.

## Distinctions
- Chevalier de la Légion d'honneur en 1911[8].
- Officier de la Légion d'honneur en 1926

### Biographie
- René Gaillard-Lala, « Les peintres du terroir. Louis Cabannes, de Montauban et Louis Cazottes, de Montricoux », Recueil de l'Académie de Montauban : sciences, belles-lettres, arts, encouragement au bien 1971-1972, 3e série, t. 67,‎ 1973, p. 72-82 (lire en ligne)